# ساندرو كوستا
ساندرو كوستا (23 سبتمبر 1995 في البرتغال - ) هو لاعب كرة قدم برتغالي في مركز الدفاع. لعب مع نادي جل فيسنتي وVilaverdense FC ‏.

## وصلات خارجية
- ساندرو كوستا على موقع قاعدة بيانات كرة القدم.إي يو (الإنجليزية)
- ساندرو كوستا على موقع Soccerway.com (الإنجليزية)